# Mircea Monroe
Mircea Paloma Ethel Haist (11 de marzo de 1982) es una modelo y actriz estadounidense, conocida por sus papeles en las series Episodes como Morning Randolph (2011–2017), Hart of Dixie como Tansy Truitt (2011–2015), Impastor como Alexa Cummings (2015–2016) y Sing It! como Stacey Needles (2016–presente). Ha protagonizado películas como Cellular (2004), House of the Dead 2 (2005), Sólo amigos (2005), The Change-Up (2011) y Magic Mike (2012).

## Vida y carrera
Monroe nació en San Luis, Misuri. En su infancia, vivió en la isla de Fiji y en las islas Solomón. Según Monroe, su nombre Mircea, típicamente nombre de niño en Rumanía, fue elegido por su padre como tributo a su persona favorita, Mircea Eliade, en la Universidad de Chicago, donde estudiaba historia de las religiones bajo el famosos historiador.
Su primer trabajo actoral fue la película, Cellular. Desde entonces, ha protagonizado Drive, Freddie, Scrubs, y Studio 60 on the Sunset Strip. Monroe hizo el papel principal en The 41-Year-Old Virgin Who Knocked Up Sarah Marshall and Felt Superbad About It, haciendo de Sarah Marshall. Hizo de Veronique en la película de terror The Black Waters of Echo's Pond.
Monroe figuró en la portada fe la edición de septiembre de 2004 de Maxim. Tiene un papel regular en la serie Episodes.

## Filmografía

### Películas
| Año  | Título                                                                          | Papel                 | Notas                  |
| ---- | ------------------------------------------------------------------------------- | --------------------- | ---------------------- |
| 2004 | Cellular                                                                        | Amigo de Chloe        |                        |
| 2005 | All Souls Day                                                                   | Lilly White           |                        |
| 2005 | Pterodactyl                                                                     | Angie Lem             |                        |
| 2005 | House of the Dead 2                                                             | Sarah Curtis          |                        |
| 2005 | Sólo amigos                                                                     | Prostituta            | No acreditado          |
| 2006 | The Contract                                                                    | Periodista del parque |                        |
| 2006 | El último regalo                                                                | Caitlin               |                        |
| 2007 | Itty Bitty Titty Committee                                                      | Justine               |                        |
| 2007 | Borderland                                                                      | Nancy                 |                        |
| 2007 | One Long Night                                                                  | Mindy                 |                        |
| 2008 | Screw Cupid                                                                     | Swain Holly           |                        |
| 2008 | Stone & Ed                                                                      | Mara                  |                        |
| 2008 | Fast Girl                                                                       | Alex Johnstone        |                        |
| 2008 | Burying the Ex                                                                  | Evelyn                | Cortometraje           |
| 2008 | Your Name Here                                                                  | Black Turtleneck Girl |                        |
| 2008 | No Man's Land: The Rise of Reeker                                               | Maya                  |                        |
| 2009 | Finding Bliss                                                                   | Sindi                 |                        |
| 2009 | Into the Blue 2: The Reef                                                       | Kimi Milligan         |                        |
| 2009 | The Black Waters of Echo's Pond                                                 | Veronique             |                        |
| 2009 | Tekken                                                                          | Kara                  |                        |
| 2010 | Growth                                                                          | Jamie Ackerman        |                        |
| 2010 | The 41-Year-Old Virgin Who Knocked Up Sarah Marshall and Felt Superbad About It | Sarah                 |                        |
| 2010 | Exhibit B-5                                                                     | Sheri                 | Cortometraje           |
| 2010 | Hard Breakers                                                                   | Sherri Sutter         |                        |
| 2010 | Madso's War                                                                     | Colleen               | Película de televisión |
| 2011 | American Animal                                                                 | Blonde Angela         |                        |
| 2011 | The Change-Up                                                                   | Tatiana               |                        |
| 2011 | Boy Toy                                                                         | Norah                 |                        |
| 2011 | Lone Star Trixie                                                                | Amazonian Blonde      | Cortometraje           |
| 2011 | Houndz from Hell                                                                | Bethesda              |                        |
| 2012 | Bloodwork                                                                       | Stacey                |                        |
| 2012 | 3 Days to Normal                                                                | Nikki Gold            |                        |
| 2012 | Magic Mike                                                                      | Ken's Wife            |                        |
| 2012 | The Polterguys                                                                  | Megan Tracy           |                        |
| 2012 | Slightly Single in L.A.                                                         | CeCe                  |                        |
| 2013 | The Other Man                                                                   | Angela                | Cortometraje           |
| 2013 | Breaking Belding                                                                | Jessy Spano / Wendy   | Cortometraje           |
| 2014 | Dumbbells                                                                       | Kim Hertz             |                        |
| 2014 | Dr. Cabbie                                                                      | Rani                  |                        |
| 2014 | Beautiful Girl                                                                  | Vivian                |                        |
| 2016 | Fifty Shades of Black                                                           | Becky                 |                        |
| 2018 | Book Club                                                                       | Cheryl                |                        |
| 2018 | Grace                                                                           | Mia                   |                        |

### Televisión
| Año       | Título                                             | Papel                               | Notas                                                |
| --------- | -------------------------------------------------- | ----------------------------------- | ---------------------------------------------------- |
| 2005      | Freddie                                            | Tammy                               | Episodio: "Pilot"                                    |
| 2006      | Just for Kicks                                     |                                     | 2 episodios                                          |
| 2006      | Studio 60 on the Sunset Strip                      | Crystal                             | Episodio: "The Focus Group"                          |
| 2007      | Scrubs                                             | Heather                             | Episodio: "My No Good Reason"                        |
| 2007      | Drive                                              | Ellie Laird                         | Papel principal; 6 episodios                         |
| 2007      | Rules of Engagement                                | Danielle                            | Episodio: "Guy Code"                                 |
| 2008      | Fear Itself                                        | Virginia                            | Episodio: "The Sacrifice"                            |
| 2008      | Sons of Anarchy                                    | Susie                               | Episodio: "Patch Over"                               |
| 2009      | Without a Trace                                    | Isabella Tyler                      | 2 episodios                                          |
| 2009      | Zeke and Luther                                    | Hottie Babesworth                   | Episodio: "Summer School"                            |
| 2010      | Miami Medical                                      | Tracy Herskope                      | 2 episodios                                          |
| 2011–2017 | Episodes                                           | Morning Randolph                    | 26 episodios                                         |
| 2011      | Chuck                                              | Amy                                 | Episodio: "Chuck Versus the Cat Squad"               |
| 2011      | Franklin & Bash                                    | DeeDee                              | 2 episodios                                          |
| 2011      | Death Valley                                       | Lindsay                             | Episodio: "Help Us Help You"                         |
| 2011–2015 | Hart of Dixie                                      | Tansy Truitt                        | 25 episodios                                         |
| 2012      | Men at Work                                        | Abby                                | Episodio: "Crazy for Milo"                           |
| 2012      | White Collar                                       | Tempest                             | Episodio: "Identity Crisis"                          |
| 2012      | El Mentalista                                      | Tara Skye                           | Episodio: "If It Bleeds, It Leads"                   |
| 2013      | How I met your mother                              | Liddy Gates                         | Episodio: "Romeward Bound"                           |
| 2013      | Anger Management                                   | Tracey                              | Episodio: "Charlie and His New Friend with Benefits" |
| 2014      | Enlisted                                           | Jeanie                              | Episodio: "Brothers and Sister"                      |
| 2014      | Sullivan & Son                                     | Kara                                | Episodio: "A Kiss is Never Just a Kiss"              |
| 2014      | Nicky, Ricky, Dicky & Dawn                         | Tiffany                             | Episodio: "Get Sporty-er!"                           |
| 2015      | The Odd Couple                                     | Brooke                              | Episodio: "Jealous Island"                           |
| 2015      | BoJack Horseman                                    | Some Lady / An Actress or Something | Episodio: "Higher Love"                              |
| 2015      | Significant Mother                                 | Annie Hole                          | Episodio: "Get Forked"                               |
| 2015–2016 | Impastor                                           | Alexa Cummings                      | 20 episodios                                         |
| 2016      | Hell's Kitchen                                     | Ella misma                          | Episodio: "Don't Tell My Fiance"                     |
| 2017      | Michael Bolton's Big, Sexy Valentine's Day Special | Mujer virtual                       | Especial                                             |
| 2018      | The Rookie                                         | Isabel Bradford                     | Papel recurrente, 3 episodios                        |

### Web
| Año  | Título                           | Papel          | Notas        |
| ---- | -------------------------------- | -------------- | ------------ |
| 2010 | Ghostfacers                      | Ambyr          | 9 episodios  |
| 2012 | Dating Rules from My Future Self | Amanda         | 9 episodioa  |
| 2016 | Sing It!                         | Stacey Needles | 10 episodios |
| 2018 | Uncharted Live Action Fan Film   | Elena Fisher   |              |